# حسین قدس نخعی
حسین قدس نخعی (۱۲۷۳ روستای سنور چهاردانگهٔ ساری – ۱۳۵۶ شیراز) شاعر و دیپلمات بلندپایه و وزیر امور خارجه ایران در دولت های علی امینی و شریف امامی  و وزیر دربار بود.

## زندگی
پدرش حاج شیخ حسن عالم و در فلسفه استاد و نگارندهٔ کتاب بود. خودش دانش‌آموختهٔ مدارس متوسطهٔ انگلستان بود. در ۱۲۹۶ به خدمت وزارت امور خارجه درآمد و در سفارت لندن و واشینگتن مشاغلی را عهده‌دار شد تا در سال ۱۳۲۷ به ریاست ادارهٔ سوم سیاسی رسید و بعداً مدیر کل وزارت امور خارجه شد.
در شهریور ۱۳۲۹ که محسن رئیس در کابینهٔ سپهبد رزم‌آرا وزیر امور خارجه شد، قدس نخعی را معاون کرد. او از سال ۱۳۳۰ تا ۱۳۳۵ سفیر کبیر ایران در عراق و پس از آن به مدت یک سال سفیر در ژاپن بود. در سال ۱۳۳۸ به عنوان سفیر به لندن رفت اما شهریور سال بعد احضار انگلستان شد و در کابینهٔ جعفر شریف‌امامی، به وزارت امور خارجه رسید.
قدس نخعی در کابینهٔ دکتر علی امینی نیز که پس از شریف امامی روی کار آمد، مدتی وزیر خارجه بود و سپس به عنوان سفیر به آمریکا فرستاده شد. در سال ۱۳۴۲ به جای حسین علاء، وزیر دربار شد و سه سال در این سمت باقی‌ماند. پس از آن نیز سفیر ایران در واتیکان بود.

## رباعی‌سُرایی
قدس نخعی به نویسندگی و ترجمه هم مشغول بود. در جوانی به کار روزنامه‌نویسی اشتغال داشت و مجلهٔ ماهانهٔ ندای قدس را انتشار می‌داد. او چکامه‌های خیام را به زبان‌های فرانسوی و انگلیسی ترجمه کرد.
قدس نخعی خود نیز در سرودن رباعیات استاد بود و رباعیات خود را به سبک خیام می‌سرود. از همین روی، صالح جعفری شاعر و نویسنده عرب او را خیام سدهٔ بیستم نامید. ترجمان‌گر رباعیات قدس به زبان ژاپنی کازمی یانو رئیس دانشگاه توکیو و ریوموری استاد دانشگاه شینسین بوده‌اند. سلام احمد نیز رباعیات او رابه کردی ترجمه و منتشر کرده‌است. در عراق، مهدی جاسم و مصطفی جواد رباعیات قدس را به شعر عربی سروده‌اند. رباعیات او به انگلیسی هم ترجمه شده‌است.
در سال‌های ۱۹۶۴ و ۱۹۶۶ میلادی، عده‌ای نام او را برای نامزدی جایزه نوبل ادبیات پیشنهاد کرده بودند.

## آثار
- خدا و بشر
- اثر گمشده در بهشت
- کوه کبوتران
- دختر شاهسون
- موسیقی ایران و خلاصهٔ پرورش نفس

| \| نخست‌وزیر: شریف‌امامی \| \| \| \| \| \| \| معاون نخست‌وزیر: محمد سجادی \| \| \| \| \| \| \| وزیر مشاور: احمد آرامش \| \| \| \| \| \| \| وزیران \| \| \| \| \| \| \| ر. \| وزیر \| وزارت‌خانه \| ر. \| وزیر \| وزارت‌خانه \| \| ۱ \| محمدرضی ویشکایی \| وزارت گمرکات و انحصارات \| ۸ \| ابوالحسن بهنیا \| راه و ترابری \| \| ۲ \| صادق امیرعزیزی \| کشور \| ۹ \| طاهر ضیایی \| صنایع و معادن \| \| ۳ \| عبدالباقی شعاعی \| دارایی \| ۱۰ \| محمدعلی ممتاز \| دادگستری \| \| ۴ \| حسین قدس نخعی \| امور خارجه \| ۱۱ \| جهانشاه صالح \| فرهنگ \| \| ۵ \| علی اصغر نقدی \| جنگ \| ۱۲ \| احمدعلی بهرامی \| کار \| \| ۶ \| جواد آشتیانی \| بهداری \| ۱۳ \| ابراهیم مهدوی \| کشاورزی \| \| ۷ \| عبدالحسین اعتبار \| پست، تلگراف و تلفن \| \| \| \| \| وزیران مشاور \| \| \| \| \| \| \| ر. \| وزیر مشاور \| وزارت مشاور \| ر. \| وزیر مشاور \| وزارت مشاور \| \| ۱ \| محمد سجادی \| سرپرست امور اقتصادی \| ۳ \| احمد آرامش \| برنامه و بودجه \| \| معاونان نخست‌وزیری \| \| \| \| \| \| \| ر. \| معاون \| معاونت \| \| \| \| \| ۱ \| اشرف احمدی \| وزیر مشاور و معاون نخست‌وزیر \| \| \| \| |                  |                             |    |                |                |
| نخست‌وزیر: شریف‌امامی |                  |                             |    |                |                |
| معاون نخست‌وزیر: محمد سجادی |                  |                             |    |                |                |
| وزیر مشاور: احمد آرامش |                  |                             |    |                |                |
| وزیران |                  |                             |    |                |                |
| ر. | وزیر             | وزارت‌خانه                   | ر. | وزیر           | وزارت‌خانه      |
| ۱ | محمدرضی ویشکایی  | وزارت گمرکات و انحصارات     | ۸  | ابوالحسن بهنیا | راه و ترابری   |
| ۲ | صادق امیرعزیزی   | کشور                        | ۹  | طاهر ضیایی     | صنایع و معادن  |
| ۳ | عبدالباقی شعاعی  | دارایی                      | ۱۰ | محمدعلی ممتاز  | دادگستری       |
| ۴ | حسین قدس نخعی    | امور خارجه                  | ۱۱ | جهانشاه صالح   | فرهنگ          |
| ۵ | علی اصغر نقدی    | جنگ                         | ۱۲ | احمدعلی بهرامی | کار            |
| ۶ | جواد آشتیانی     | بهداری                      | ۱۳ | ابراهیم مهدوی  | کشاورزی        |
| ۷ | عبدالحسین اعتبار | پست، تلگراف و تلفن          |    |                |                |
| وزیران مشاور |                  |                             |    |                |                |
| ر. | وزیر مشاور       | وزارت مشاور                 | ر. | وزیر مشاور     | وزارت مشاور    |
| ۱ | محمد سجادی       | سرپرست امور اقتصادی         | ۳  | احمد آرامش     | برنامه و بودجه |
| معاونان نخست‌وزیری |                  |                             |    |                |                |
| ر. | معاون            | معاونت                      |    |                |                |
| ۱ | اشرف احمدی       | وزیر مشاور و معاون نخست‌وزیر |    |                |                |

| کابینه علی امینی |
| ---------------- |
|                  |